# 天主教馬拉開波總教區
天主教馬拉開波總教區 （拉丁語：Archidioecesis Maracaibensis）是委內瑞拉的一個羅馬天主教教省總教區，下轄三個教區。是該國九個總教區之一。
1897年7月28日設蘇利亞教區，屬加拉加斯總教區。1966年4月30日升為總教區。
總教區位於蘇利亞州西北部，2004年有教友1,863,690人（佔轄區總人口92.9%）、六十五個堂區、121名司鐸。現任總主教為乌巴尔多·拉蒙·桑塔纳·塞奎拉。